# Juan Hernández (ur. 1965)
Juan Hernández Ramírez (ur. 8 marca 1965 w mieście Meksyk) – meksykański piłkarz występujący na pozycji prawego obrońcy, w późniejszym czasie trener.

## Kariera klubowa
Hernández pochodzi ze stołecznego miasta Meksyk i jest wychowankiem tamtejszego zespołu Club Necaxa, w barwach którego w sezonie 1983/1984 zadebiutował w meksykańskiej Primera División. Szybko wywalczył sobie miejsce w wyjściowej jedenastce i premierowego gola w najwyższej klasie rozgrywkowej strzelił 5 września 1987 w wygranej 1:0 konfrontacji z Tigres UANL.
Latem 1988 Hernández przeszedł do bardziej utytułowanego rywala Necaxy zza miedzy i ówczesnego mistrza kraju – Club América. Już podczas swoich debiutanckich rozgrywek 1988/1989 w roli podstawowego piłkarza pomógł Américe w obronie tytułu, jedyny raz w karierze zdobywając tytuł mistrzowski. W tym samym roku wywalczył z zespołem superpuchar kraju – Campeón de Campeones, a w 1990 roku wygrał Puchar Mistrzów CONCACAF oraz Copa Interamericana. W sezonie 1990/1991 osiągnął wicemistrzostwo Meksyku i doszedł do finału Copa México. W roku 1992 po raz drugi zwyciężył w rozgrywkach Pucharu Mistrzów CONCACAF. Ogółem barwy Amériki Hernández reprezentował przez osiem lat, zdobywając 14 bramek w 274 ligowych spotkaniach i jest uznawany za najlepszego prawego defensora w historii klubu.
W lipcu 1996 Hernández podpisał umowę z trzecim już stołecznym zespołem, Atlante FC, gdzie występował bez większych sukcesów przez półtora roku. Później powrócił do Amériki i spędził w niej rok, po czym został piłkarzem CF Monterrey. Po roku spędzonym w tej ekipie po raz drugi w karierze przeszedł do Atlante, a po sześciu miesiącach w wieku 35 lat zakończył piłkarską karierę.

## Kariera reprezentacyjna
W seniorskiej reprezentacji Meksyku Hernández debiutował jeszcze jako zawodnik Necaxy – w 1987 roku. Cztery lata później został powołany przez selekcjonera Manuela Lapuente na Złoty Puchar CONCACAF, gdzie zajął ze swoją kadrą narodową trzecie miejsce. W 1993 roku wziął za to udział w turnieju Copa América. Meksykanie debiutowali wówczas w tych rozgrywkach i z Hernándezem w składzie doszli aż do finału, przegrywając w nim 1:2 z Argentyną.
W tym samym 1993 roku zawodnik ponownie znalazł się w składzie na Złory Puchar CONCACAF i był podstawowym piłkarzem reprezentacji prowadzonej przez Miguela Mejíę Baróna. Meksykanie zwyciężyli ostatecznie w tym turnieju po pokonaniu w spotkaniu finałowym Stanów Zjednoczonych wynikiem 4:0, a sam Hernández w wygranym 9:0 meczu fazy grupowej z Martyniką strzelił swojego jedynego gola w kadrze. Bilans reprezentacyjny zakończył na 36 spotkaniach.

## Kariera trenerska
W jesiennym sezonie Apertura 2009 Hernández poprowadził w czterech meczach drugoligową ekipę Alacranes de Durango, notując zwycięstwo, dwa remisy i porażkę.